# ケルナー式接眼鏡

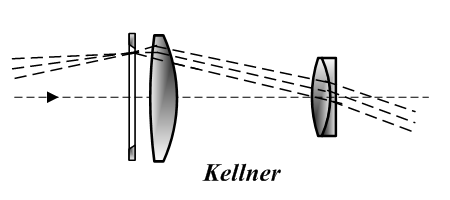
構成図

ケルナー式接眼鏡（ケルナーしきせつがんきょう）は接眼レンズの一形式である。1849年にカール・ケルナーが顕微鏡用として発表した。

## 構造
ラムスデン式接眼鏡の後ろ側のレンズを色消し2枚構成とした2群3枚。
硝材の一例としては前からBK7、SK5、SF2で見かけ視界⌀約50度、瞳距離0.486 f。

## 特徴
色収差が比較的小さく視野も比較的広い。望遠鏡、双眼鏡、顕微鏡を問わず中倍率から低倍率で使われた。また糸を入れられるため十字線接眼鏡に多用された。
像面湾曲、非点収差、歪曲収差はかなり強く残るが、見かけ視界⌀40度ないし50度くらいまで使える。

## 望遠鏡用製品
ペンタックスはK40 mmを販売していた。マルチコートにより極めて明るく、コントラストが高くアッベ式接眼鏡やプレスル式接眼鏡に見劣りしない。見かけ視界40度を超えると色収差らしきものがあるが、無着色でクリアーだからこそ気づく程度で実害はない。仕様がスリーブ⌀38 mmなので脱着交換が迅速にでき、リングを外すと一般的な低倍率接眼鏡規格である⌀36.5 mmねじ込みになるので他社望遠鏡にも使用できる。
ニコン製はK-40 mmがあり、特に歪曲収差が少ない設計であるが、特殊な⌀44 mm P = 0.75 mmねじ込み規格であり、アダプターも存在しない。